# Eccremidium pulchellum
Eccremidium pulchellum är en bladmossart som beskrevs av C. Müller 1848. Eccremidium pulchellum ingår i släktet Eccremidium och familjen Ditrichaceae. Inga underarter finns listade i Catalogue of Life.